# 全国定時制通信制高等学校長会
全国定時制通信制高等学校長会（ぜんこくていじせいつうしんせいこうとうがっこうちょうかい）は、東京都新宿区南元町23番地 公立共済四谷ビル4Fに本部を置く定時制高等学校、通信制高等学校の校長、教育機関の代表者等の団体である。定時制通信制教育に関する調査研究、振興を目的とする。